# Hari Won
Lưu Esther (Hangul: 류에스더, Romaja quốc ngữ: Ryu Eseudeo), thường được biết đến với nghệ danh Hari Won (Hangul: 하리원, Romaja quốc ngữ: hariwon, Hán Việt: Hạ Lợi Nguyễn, sinh ngày 22 tháng 6 năm 1985), là một nữ ca sĩ, diễn viên kiêm người dẫn chương trình truyền hình mang hai dòng máu Việt Nam và Hàn Quốc. Cô bắt đầu hoạt động nghệ thuật ở Việt Nam kể từ năm 2014.

## Tiểu sử
Hari Won sinh ra và lớn lên tại thủ đô Seoul, Hàn Quốc. Bố cô là người Việt Nam còn mẹ cô là người Hàn Quốc. Bố cô là thuyền nhân Việt Nam, đến Hàn Quốc vào những năm 1970, sau đó gặp gỡ mẹ của cô. Cuộc hôn nhân này không được gia đình nhà vợ đồng thuận, vì khi ấy bố của Hari không có tài sản riêng và tư tưởng của người dân xứ Hàn cũng chưa thật sự cởi mở với hôn thú đa quốc tịch. Tuy vậy, cả hai vẫn lấy nhau dù không nhận được bất cứ trợ giúp nào từ gia đình. Theo mô tả của đài KBS trong bộ phim tài liệu về Hari Won thì tuổi thơ của cô không được vui vẻ vì bố mẹ cô kết hôn mà không được gia đình bên ngoại chấp nhận. Cũng trong bộ phim tài liệu đó, cô có chia sẻ tên thật của mình là Lưu Esther, với họ là Lưu - họ bà nội cô do họ gốc cô là Nguyễn - họ bố cô - đọc theo âm Hán-Triều là "Won" nhưng không được coi là một họ của Hàn Quốc, còn họ Lưu (với âm Hán-Triều là "Ryu") thì có. Tên "Hari Won" trong tiếng Hàn có nghĩa là “mong muốn điều gì cũng sẽ được như vậy”. "Hari" viết theo Hanja (chữ Hán) là 賀利 (Hạ Lợi), với ý nghĩa cầu chúc một cuộc sống may mắn, hạnh phúc. Do vậy nếu theo tiếng Việt, Hari Won có thể dịch thành "Hạ Lợi Nguyễn", đọc thuận họ trước tên sau là "Nguyễn Hạ Lợi".
Ở độ tuổi trưởng thành, Hari Won đăng ký làm sinh viên Khoa Việt Nam học, trường Đại học Khoa học Xã hội và Nhân văn, Thành phố Hồ Chí Minh. Nhờ khả năng nói tiếng Việt tốt, cô được công nhận hoàn thành khóa học. Ngoài tiếng Hàn, tiếng Việt, cô cũng nói thành thạo tiếng Anh và tiếng Nhật.

## Sự nghiệp
Sau khi trở về Hàn Quốc, Hari Won tham gia vào giới showbiz, trở thành thành viên của một nhóm nhạc Hàn Quốc thành lập năm 2012 có tên là KISS được thành lập bởi quản lý của Hari. Dù mới thành lập nhưng nhóm đã được mời đi diễn nhiều nơi, từng quay hình cho đài SBS. Tuy nhiên đầu năm 2013 Hari chia tay nhóm và về Việt Nam sau khi nhận được lời hứa đầu tư riêng 1 tỷ won từ một nhà đầu tư Nhật Bản. Lý do cô từ chối được cô tiết lộ là do phát hiện mình bị ung thư giai đoạn đầu.
Hari Won từng là người chơi trong chương trình Cuộc đua kỳ thú năm 2013, cùng bạn trai là rapper Đinh Tiến Đạt. Cũng chính chương trình đó, cô được khán giả truyền hình cả nước biết đến rộng rãi hơn qua các tập phim, cuộc hành trình mà cô trải qua.
Hari có nhiều hoạt động trong giới nghệ thuật như phát hành đĩa đơn Hoa Tuyết, Hương đêm bay xa, biểu diễn trên một số sân khấu ca nhạc như chương trình Mai Vàng kết nối. Cô còn tham gia phim Chàng trai năm ấy cùng với Sơn Tùng M-TP. Cô còn tham gia nhiều bộ phim như: Bệnh viện ma, Trùm cỏ, 49 Ngày 2.
Năm 2016, Hari Won tham gia chương trình Biến hóa hoàn hảo với tư cách giám khảo cùng với Trấn Thành, Chí Tài và Việt Trinh.
Tháng 10 năm 2017, cô cho phát hành cuốn tự truyện đầu tay mang tên Cỏ hạnh phúc kể về cuộc đời mình. Cùng năm, cô thủ vai chính trong phim chiếu mạng (web drama) Thiên Ý, đảm nhận vai trò sản xuất.

## Đời tư
Vào năm 2016, cô chính thức xác nhận chuyện chia tay với nam rapper Đinh Tiến Đạt sau khoảng 9 năm yêu nhau vào tháng 11/2015. Sau đó cô hẹn hò và kết hôn với diễn viên hài và người dẫn chương trình Trấn Thành. Đám cưới được tổ chức vào ngày 25 tháng 12 năm 2016 tại Trung tâm Hội nghị Gem Center, Thành phố Hồ Chí Minh.
Trong chương trình Chị em chúng mình phát sóng vào tháng 11 năm 2020, Hari Won tiết lộ mình khao khát được làm mẹ nhưng do từng bị mắc bệnh ung thư cổ tử cung, diễn biến ngày càng phức tạp, cô lo lắng nếu tệ hơn, mình có thể bị vô sinh. Tại đây, cô cũng gây ra tranh cãi khi cũng trong chương trình này trước đó, lúc cô nghĩ tình trạng bệnh của mình đã ổn, cô đã nói chưa muốn có con vì sẽ phải ngưng hoạt động nghệ thuật 2 năm.

## Sản phẩm âm nhạc

### Album tuyển tập
| Tựa đề                                       | Chi tiết                                                                                   |
| -------------------------------------------- | ------------------------------------------------------------------------------------------ |
| Collection Album (hợp tác với Sơn Ngọc Minh) | - Phát hành: 1 tháng 7 năm 2015 - Hãng đĩa: T Prodution, DP Media - Định dạng: CD, nhạc số |

### Album nhạc phim
- Chàng trai năm ấy OST (hợp tác với Sơn Tùng M-TP và Phạm Quỳnh Anh)

### Đĩa đơn
Hát chính
| Năm  | Tựa đề                                          |
| ---- | ----------------------------------------------- |
| 2014 | "Hoa tuyết"                                     |
| 2014 | "Hương đêm bay xa"                              |
| 2015 | "Mùa xuân trở về" (hợp tác với Sơn Ngọc Minh)   |
| 2015 | "Love You Hate You" (hợp tác với Đinh Tiến Đạt) |
| 2015 | Lovely Active Sexy (hợp tác với Hà Lê)          |
| 2015 | "Lời tỏ tình" (hợp tác với Sơn Ngọc Minh)       |
| 2015 | "Con gái có quyền điệu"                         |
| 2015 | "Khóc"                                          |
| 2016 | "Anh cứ đi đi"                                  |
| 2016 | "Yêu không hối hận"                             |
| 2016 | "Làm sao để yêu"                                |
| 2017 | "Từ giây phút đầu" (hợp tác với Trấn Thành)     |
| 2017 | "Cuối cùng anh cũng đến" (hợp tác với Mr. Siro) |
| 2017 | "Ảo mộng tình yêu"                              |
| 2017 | "Without You"                                   |
| 2017 | "Happy Christmas"                               |
| 2018 | "Có chăng chỉ là giấc mơ"                       |
| 2018 | "Là cả bầu trời"                                |
| 2019 | "Vì em vẫn"                                     |
| 2019 | "It's you"                                      |
| 2019 | "Anh hiểu không?"                               |
| 2022 | "Như anh đã mong chờ"                           |

Hợp tác
| Năm  | Tựa đề                                       |
| ---- | -------------------------------------------- |
| 2015 | "Hạnh phúc mới" (hợp tác với Phạm Quỳnh Anh) |
| 2015 | "Lời tỏ tình" (hợp tác với Sơn Ngọc Minh)    |

## Hoạt động

### Phim đã tham gia

#### Phim điện ảnh
| Năm  | Tựa phim             | Vai diễn       |
| ---- | -------------------- | -------------- |
| 2014 | Chàng trai năm ấy    | Sky            |
| 2015 | Ma Dai               | Thánh Nữ       |
| 2015 | Quyên                | Hàng xóm       |
| 2015 | 49 Ngày              | Người câu cá 2 |
| 2015 | Trùm cỏ              | Ngô Đồng       |
| 2015 | Em là bà nội của anh | Min-ji         |
| 2016 | Bệnh viện ma         | Hằng           |
| 2017 | 49 Ngày 2            | Phương         |
| 2019 | Cua lại vợ bầu       | Bác sĩ Hằng    |

#### Phim truyền hình
| Năm  | Tựa phim          | Vai diễn |
| ---- | ----------------- | -------- |
| 2015 | Bếp của mẹ        | Hari Won |
| 2017 | Biệt đội siêu hài | Hari Won |

#### Phim chiếu mạng
| Năm  | Tựa phim             | Vai diễn           |
| ---- | -------------------- | ------------------ |
| 2017 | Thiên Ý              | Thiên Ý / Lạc Quân |
| 2018 | Tui là Tư Hậu        | Cô giáo chủ nhiệm  |
| 2018 | Gia đình Mén         | Mén                |
| 2019 | Gia đình Mén du xuân | Mén                |
| 2020 | Bố Già               | Thư ký             |

### Chương trình truyền hình

#### Dẫn chương trình
- Chung sức (2015) (dẫn cùng Trường Giang) - HTV7
- T-ara Fan Meeting
- Tôi tỏa sáng - VTV9
- Hội ngộ danh hài 2015 (2 tập) - HTV7
- Hội ngộ danh hài 2016 (2 tập) - HTV7
- Tám Ngàn Won - Yeah1 TV (VTVCab 17 & VTC4)
- Ai cũng bật cười - HTV2
- Siêu bất ngờ (dẫn cùng Trường Giang) - HTV7
- Nhanh như chớp (dẫn cùng Trường Giang) - HTV7
- Là vợ phải thế (2018) - HTV7
- MAMA VietNam 2017
- Giọng ca bí ẩn (dẫn cùng Trấn Thành) - HTV7/HanoiTV1
- Khi chàng vào bếp (dẫn cùng Đại Nghĩa) - HTV7/HanoiTV1
- 100 giây rực rỡ (dẫn cùng Đại Nghĩa) - VTV3
- Bố là số 1 (dẫn cùng Trịnh Thăng Bình) - HTV7
- Bistro K - Quán ăn hạnh phúc - HTV2 [15]
- Kèo này ai thắng (dẫn cùng Nguyên Khang) - VTV3
- Nhập gia tùy tục (dẫn cùng Đinh Tiến Dũng) - VTV3
- Chị em chúng mình - VTV3
- Đảo thiên đường - VTV3

#### Giám khảo
- Biến hóa hoàn hảo - HTV7
- Bước nhảy ngàn cân (tập 8) - VTV3
- Bạn là ngôi sao - HTV7
- Giọng ải giọng ai - HTV7
- Ô hay gì thế này - VTV3
- Hát mãi ước mơ - HTV7
- Siêu tài năng nhí - HTV7
- Sàn đấu vũ đạo - HTV7

#### Chương trình tham gia
- Cuộc đua kỳ thú 2013 (tham gia cùng rapper Đinh Tiến Đạt) - VTV3
- Ơn giời cậu đây rồi! (tham gia với trưởng phòng Trấn Thành) - VTV3
- Chung sức (2016) - HTV7
- Gương mặt thân quen (2016 - tập 5 - khách mời) - VTV3
- 7 nụ cười xuân - HTV7
- Khi đàn ông mang bầu - VTV3
- Quý ông đại chiến - VTV3
- Hành lý tình yêu - VTV3
- Việt Nam tươi đẹp - HTV7 & HTV9
- Người bí ẩn - HTV7
- Hoán đổi - VTV3
- Giọng ải giọng ai - HTV7
- Chạy đi chờ chi (Running Man Vietnam) - HTV7
- Chọn ai đây - HTV7
- Sao Hỏa - Sao Kim - HTV7
- Bếp vui bùng vị - HTV2
- Thử thách trốn thoát - VTV3
- Người ấy là ai (mùa 4) -  HTV2 Vie Channel và Vie Giải trí
- Ca sĩ mặt nạ (mùa 1) (2022) - HTV2 Vie Channel và Vie Giải trí
- Cuối tuần tuyệt vời - VTV3

## Giải thưởng và đề cử
| Năm  | Giải thưởng              | Hạng mục                                                           | Đề cử        | Kết quả   |
| ---- | ------------------------ | ------------------------------------------------------------------ | ------------ | --------- |
| 2014 | Cánh Diều Vàng           | Nữ diễn viên phụ xuất sắc phim truyện điện ảnh                     | Bản thân     | Đề cử     |
| 2015 | Yan Vpop 20 Awards       | Nghệ sĩ đột phá                                                    | Bản thân     | Đề cử     |
| 2016 | Zing Music Awards        | Ca khúc của năm                                                    | Anh cứ đi đi | Đề cử     |
| 2016 | Zing Music Awards        | Music Video của năm                                                | Anh cứ đi đi | Đề cử     |
| 2016 | Zing Music Awards        | Nữ ca sĩ được yêu thích nhất                                       | Bản thân     | Đề cử     |
| 2016 | Zing Music Awards        | Ca khúc đứng đầu tuần nhiều nhất bảng xếp hạng                     | Anh cứ đi đi | Đề cử     |
| 2016 | Zing Music Awards        | Ca khúc được chia sẻ nhiều nhất cộng đồng mạng                     | Anh cứ đi đi | Đề cử     |
| 2016 | Zing Music Awards        | Ca khúc Pop được yêu thích                                         | Anh cứ đi đi | Đoạt giải |
| 2016 | Zing Music Awards        | Ca khúc R&B/Soul được yêu thích                                    | Anh cứ đi đi | Đề cử     |
| 2016 | Làn Sóng Xanh            | Nữ ca sĩ triển vọng                                                | Bản thân     | Đề cử     |
| 2016 | Làn Sóng Xanh            | Bài hát hiện tượng                                                 | Anh cứ đi đi | Đề cử     |
| 2016 | Làn Sóng Xanh            | Single của năm                                                     | Anh cứ đi đi | Đề cử     |
| 2016 | Yan Vpop 20 Awards       | Top 20 bài hát xuất sắc nhất năm                                   | Anh cứ đi đi | Đoạt giải |
| 2023 | Asia Model Festival 2023 | Vietnam Model Star Award (Giải thưởng Ngôi sao Người mẫu Việt Nam) | Bản thân     | Đoạt giải |

## Tranh cãi

### Phát âm không chuẩn tiếng Việt
- Hari Won đã bị ca sĩ Ngô Kiến Huy tố cô đi muộn hơn 2 tiếng, sau đó ca sĩ Vy Oanh lại lên tiếng chỉ trích cô làm việc thiếu chuyên nghiệp, coi mình là trung tâm vũ trụ giống Trấn Thành, đồng thời tố cô phát âm rất chuẩn tiếng Việt chứ không hề lơ lớ. Bản thân cô sau đó lên tiếng chia sẻ như sau: "Sự việc ồn ào vừa qua Hari rất buồn. Trong ngày quay MC cùng Ngô Kiến Huy Hari có lỗi đi muộn. Đến trường quay, Hari đã xin lỗi từng người. Trước đây, Hari luôn đi đúng giờ, không làm ai phàn nàn về mình". Về clip nói tiếng Việt rõ từ 4 năm trước, đại diện của Hari khẳng định đó là câu nói cô ấy đã tập luyện nhiều lần nên mới rõ ràng được như vậy.[22]
- Khi tham gia làm MC chương trình Bố là số 1 cùng Trịnh Thăng Bình, Hari Won bị chê dẫn vấp, thiếu kiến thức và hạn chế trong ngôn ngữ.[23]
- Tại gameshow Nhanh như chớp, cô cũng bị chỉ trích tương tự. Nhiều khán giả cho rằng trong một số câu hỏi, bà xã Trấn Thành đọc chậm hoặc phát âm sai khiến thí sinh mất thời gian dẫn đến trả lời sai. Đáp lại dư luận, nữ ca sĩ lên tiếng khẳng định: "Chỉ những ai thông minh mới hiểu những gì tôi nói".[24]
- Tối 23/8/2019, tại lễ trao giải Elle Style Awards 2019, trong phần trao giải "Người có phong cách cá nhân ảnh hưởng trên mạng xã hội", khi xướng tên người thắng cuộc là fashionista Châu Bùi, Hari Won kéo dài âm cuối, khiến nhiều người nghe thành bộ phận nhạy cảm ''.[25]

### Phát ngôn
- Trong chương trình Chị em chúng mình, sức khoẻ đã ổn định, ở độ tuổi 35 nhưng Hari Won cho biết cô chưa muốn có con vì vẫn còn đam mê nghệ thuật, dư luận xôn xao vì cho rằng cô ích kỷ không muốn làm mẹ. Cho đến tập mới hơn, trái lại, Hari Won lại thông báo bệnh tình mình lại trở nặng, khiến cho cô thấy buồn vì không thể thực hiện được khao khát có con của mình.[13]
- Hari Won bị chỉ trích khi đã từng khuyên mọi người nên tôn trọng người đã mất nhưng trong đoạn tin nhắn được đăng trên Instagram, cô lại nhắc đến tên họ và lấy đó làm lý do cho tình cảm vợ chồng. Điều này đã khiến cộng đồng mạng vô cùng tức giận.[26]
- Trong 1 phim tài liệu về cuộc đời của chính mình phát trên KBS, Hari đã bộc lộ hết những điều "tổn thương" mà cô từng trải qua như: bị gọi là "tạp chủng", con lai và phải làm nhiều nghề để kiếm sống. Thế nhưng chưa được bao lâu thì nữ ca sĩ lại rơi vào tranh cãi bởi chia sẻ của một người phụ nữ đang sống tại Hàn. Người này không hài lòng vì nội dung mà trong tập phát sóng Hari nhắc đến: "Con gái Việt lấy chồng Hàn vì tiền". Đây là phát ngôn khiến nhiều người tức giận và cho rằng Hari Won không hề hiểu về phụ nữ Việt nên đưa ra lời nhận định vô trách nhiệm.[27] Ngay sau đó, Hari đã lên tiếng giải thích rằng trong bài phỏng vấn đó, cô nói phụ nữ quốc tế nói chung chứ không phải phụ nữ Việt và câu nói trong chương trình nọ là do cắt ghép theo chủ ý nhà đài. Nhưng dường như những giải thích của cô vẫn chưa thể nào nguôi giận lòng người hâm mộ. Thậm chí nhiều người nặng nề đòi tẩy chay nữ ca sĩ bởi lý do cô xem thường phụ nữ Việt. Sự cố ầm ĩ đến mức Hari Won mất đi hợp đồng quảng cáo, bị nhãn hàng và bầu show từ chối.[28]